# Chloroclystis latifasciata
Chloroclystis latifasciata är en fjärilsart som beskrevs av Joannis 1932. Chloroclystis latifasciata ingår i släktet Chloroclystis och familjen mätare. Inga underarter finns listade i Catalogue of Life.